# التخويف من النار
التخويف من النار والتعريف بحال دار البوار هو كتاب ألفه الإمام أبو الفرج عبد الرحمن بن أحمد بن رجب الحنبلي. يتناول الكتاب موضوع نار جهنم كما وردت في القرآن والسنة. وفيه يتحدث عن نار جهنم وأهلها وحجارتها وقعرها وعذابها.
قال ابن رجب في مقدمة الكتاب:
| التخويف من النار | وقد استخرت الله تعالى في جمع كتاب أذكر فيه صفة النار وما أعد الله فيها لأعدائه من الخزي والنكال والبوار، ليكون بمشيئة الله قامعًا للنفوس عن غيها وفسادها، وباعثًا لها على المسارعة إلى فلاحها ورشادها، فإن النفوس ولا سيما في هذه الأزمان قد غلب عليها الكسل والتواني... وسميته كتاب التخويف من النار والتعريف بحال دار البوار، وقسمته ثلاثين بابًا، والله المسؤول أن يجيرنا من النار وأن يجعل بيننا وبينها حجابًا بمنه وكرمه. | التخويف من النار |

## وصف مجمل للكتاب
كتاب التخويف من النار كتاب وعظ وإرشاد، يتوزع على ثلاثين بابًا  في الإنذار والتحذير من النار وأحوال الخائفين منها،ووصف لجهنم، وطبقاتها، وعمقها، وظلمتها وحرها وتسعيرها، وتفاصيلها وطعامها وشرابها ولباسها. لابن رجب أسلوب انتهجه في كتابه يمكننا الاطلاع عليه من تفاصيل الباب الأول؛ في ذكر الإنذار بالنار و التحذير منها فيبتدئ بشواهد من القرآن من مثل «يا أيها الذين آمنوا قوا أنفسكم و أهليكم نارا وقودها الناس و الحجارة عليها ملائكة غلاظ شداد لا يعصون الله ما أمرهم و يفعلون ما يؤمرون» ويذكر أقوال العلماء المتعلقة بهذه الآيات القرآنية من مثل تعليق الحسن البصري على العبارة القرآنيةنذيرا للبشر «و الله ما أنذر العباد بشيء قط أدهى منها» ثم ينقل بعد الآيات وأقوال العلماء في معانيها إلى إيراد الأحاديث النبوية فمثلًا ينقل في الباب الأول حديثًا ورد في الصحيحين «قال رسول الله صلى الله عليه و آله و سلم : اتقوا النار قال : و أشاح ثم قال : اتقوا النار ثم أعرض و أشاح ثلاثا حتى ظننا أنه ينظر إليها ثم قال : اتقوا النار و لو بشق تمرة فمن لم يجد فبكلمة طيبة» ولا يكتفي ابن رجب بنقل الأحاديث الصحيحة بل ينقل ما هو أقل درجة من الصحيح لأن موضوع الكتاب الوعظ وليس الأحكام والتشريع فمثلًا نقل حديثًا  ضعيفًا أخرجه البيهقي «عن أنس عن النبي صلى الله عليه و آله و سلم : يا معشر المسلمين ارغبوا فيما رغبكم الله فيه و احذروا و خافوا ما خوفكم الله به من عذابه و عقابه و من جهنم فإنها لو كانت قطرة من الجنة معكم في دنياكم التي أنتم فيها حلتها لكم و لو كانت قطرة من النار معكم في دنياكم التي أنتم فيها خبثتها عليكم» ومع كل رواية ينقلها يبين وجه الضعف فيها للأمانة العلمية التي يتسم بها المؤلف. ثم بعد فراغه من القرآن وتفسيره ومن الروايات الصحيحة والأقل صحة من الأحاديث النبوية يورد أقوال العلماء المتعلقة بالموضوع نفسه كروايته عن المعلمي بن زياد «كان هرم بن حيان يخرج في بعض الليالي و ينادي بأعلى صوته: عجبت من الجنة كيف نام طالبها و عجبت من النار كيف نام هاربها ثم يقول: أفأمن أهل القرى أن يأتيهم بأسنا بياتا و هم نائمون»

## أبواب الكتاب
- الباب الأول: في ذكر الإنذار بالنار والتحذير منها.

- الباب الثاني: في الخوف من النار وأحوال الخائفين.
- الباب الثالث: في ذكر تخويف جميع أصناف الخلق بالنار وخوفهم منها.
- الباب الرابع: في أن البكاء من خشية النار ينجي منها، وأن التعوذ بالله من النار يوجب الإعاذة منها.
- الباب الخامس: في ذكر مكان جهنم.
- الباب السادس: في ذكر طبقاتها وأدراكها وصفتها.
- الباب السابع: في ذكر قعرها وعمقها.
- الباب الثامن: في ذكر سرادقها.
- الباب التاسع: في ذكر ظلمتها وشدة سوادها.
- الباب العاشر: في ذكر شدة حرها وزمهريرها.
- الباب الحادي عشر: في ذكر سجر جهنم وتسعرها.
- الباب الثاني عشر: في ذكر تغيظها وزفيرها.
- الباب الثالث عشر: في ذكر دخانها وشررها ولهبها.
- الباب الرابع عشر: في ذكر أوديتها وجبالها وآبارها وجبابها وعيونها وأنهارها.
- الباب الخامس عشر: في ذكر سلاسلها وأغلالها وأنكالها.
- الباب السادس عشر: في ذكر حجارتها.
- الباب السابع عشر: في ذكر حياتها وعقاربها.

- الباب الثامن عشر: في ذكر طعام أهل النار وشرابهم فيها.
- الباب التاسع عشر: في ذكر كسوة أهل النار ولباسهم.
- الباب العشرون: في ذكر عظم خلق أهل النار فيها وقبح صورهم وهيآتهم.
- الباب الحادي والعشرون: في ذكر أنواع عذاب أهل النار، وتفارقهم في العذاب. بحسب أعمالهم.
- الباب الثاني والعشرون: في ذكر بكائهم، وزفيرهم وشهيقهم، وصراخهم، ودعائهم الذي لا يستجاب لهم.
- الباب الثالث والعشرون: في ذكر نداء أهل النار أهل الجنة، وأهل الجنة أهل النار، وكلام بعضهم بعضا.
- الباب الرابع والعشرون: في ذكر خزنة جهنم وزبانيتها.
- الباب الخامس والعشرون: في ذكر مجيء النار يوم القيامة، وخروج عنق منها يتكلم.
- الباب السادس والعشرون: في ضرب الصراط على متن جنهم، ومرور الموحدين عليه.
- الباب السابع والعشرون: في ذكر ورود النار.
- الباب الثامن والعشرون: في ذكر حال الموحدين في النار وخروجهم منها برحمة أرحم الراحمين وشفاعة الشافعين.
- الباب التاسع والعشرون: في ذكر أكثر أهل النار.
- الباب الثلاثون: في ذكر صفات أهل النار وأصنافهم وأقسامهم.